# Topołnica (obwód Kiustendił)
Topołnica (bułg. Тополница) – wieś w Bułgarii, w obwodzie Kiustendił, w gminie Dupnica. Według danych szacunkowych Ujednoliconego Systemu Ewidencji Ludności oraz Usług Administracyjnych dla Ludności, 15 września 2022 roku miejscowość liczyła 141 mieszkańców.

## Zabytki
We wsi znajduje się zabytkowa cerkiew z 1856 roku.